# Дельта² Хамелеона
Дельта² Хамелеона (лат. δ2 Chamaeleontis) — одиночная звезда в южном созвездии Хамелеона. При видимой звёздной величине 4,42 звезда достаточно яркая для того, чтобы её можно было наблюдать невооружённым глазом. На основе измерения годичного параллакса, равного 9.30 мсд, получена оценка расстояния от Солнца до звезды, равная 351 световому году. Дельта2 Хамелеона представляет собой одну из двух звёзд, носящих название Дельта Хамелеона, вторая представляет собой более слабую систему Дельта1 Хамелеона на угловом расстоянии около 6 угловых минут. Дельта Хамелеона образует южный компонент в астеризме созвездия. Вместе с Гаммой Хамелеона звёзды указывают на точку в пределах 2° от южного полюса мира.
Объект является звездой главной последовательности спектрального класса B3 V. Тем не менее, Хилтнер и др. (1969) приводят в своей работе класс B2.5 IV, что указывает на более позднюю стадию эволюции звезды, стадию субгиганта. По оценкам масса звезды в 5 раз превышает солнечную, а радиус равен 3,9 радиуса Солнца. При возрасте в 32,6 миллиона лет звезда обладает светимостью более 500 светимостей Солнца, а эффективная температура внешних слоёв атмосферы достигает 15873 K. С вероятностью 70 % звезда принадлежит поясу Гулда.